# Bezzia niokoloensis
Bezzia niokoloensis är en tvåvingeart som först beskrevs av Jean Clastrier 1958.
Bezzia niokoloensis ingår i släktet Bezzia och familjen svidknott. Inga underarter finns listade i Catalogue of Life.